# Apachnas
Koning Apachnas was een buitenlandse farao van de 15e dynastie.

## Biografie
Volgens Manetho heeft Apachnas 36 jaar en 7 maanden geregeerd. Zijn troonnaam is ook bekend van scarabeeën.
Vanwege onvoldoende bronnen is er weinig informatie om te beschrijven.